# Tricentra flavicurvata
Tricentra flavicurvata är en fjärilsart som beskrevs av Paul Dognin 1910. Tricentra flavicurvata ingår i släktet Tricentra och familjen mätare. Inga underarter finns listade i Catalogue of Life.